# Emiliano Buale Borikó
Emiliano Buale Borikó (19?? - 2014), intelectual, político y escritor ecuatoguineano, vinculado al movimiento bubi por la autodeterminación de la isla de Bioko.
Estudió ingeniería agrícola y llegó a ocupar el cargo de ministro durante la transición hacia la independencia de Guinea Ecuatorial. Con la dictadura de Francisco Macías, decidió exiliarse a España. Murió el 8 de mayo del 2014 en su casa de Cervera del Maestre (Castellón).

## Obras
- África, resurgimiento y frustración, Madrid, Ed. IEPALA, 1984

- Guinea Ecuatorial: De la anarquía al laberinto, Ed. IEPALA, 1985.

- Guinea Ecuatorial: Un escollo para la reflexión, Ed. IEPALA, 1988.

- Guinea Ecuatorial: Las aspiraciones bubis al autogobierno, Ed. IEPALA, 1988.

- El laberinto guineano, Ed. IEPALA, ISBN 84-858436-73-3, 1989.

- Simbiosis Cultural y valores hispánicos en Guinea Ecuatorial, artículo en "República de las letras", 1990.

- Datos: Q5830870